# Dembea venulosella
Dembea venulosella är en fjärilsart som beskrevs av Émile Louis Ragonot 1888. Dembea venulosella ingår i släktet Dembea och familjen mott. Inga underarter finns listade i Catalogue of Life.